# Казальс, Элой
Элой Казальс Рубио (исп. Eloy Casals Rubio, 22 октября 1982, Льейда) — испанский футболист, тренер.

## Биография
Выступал за испанские клубы низших дивизионов «УЕ Бордета» и «КФ Балагер».
В 2006 году перешёл в клуб Сегунды Б «Спортинг Маонес», представляющий Балеарские острова. Был футболистом-профессионалом, дважды продлевал свой контракт с клубом, помимо игры в основном составе также тренировал детскую команду. Журналисты называли его одним из символов клуба. В декабре 2011 года покинул команду.
С 2012 года выступает за андоррский клуб «Санта-Колома», параллельно являясь тренером детско-юношеской команды. По итогам сезона 2012/13 сайт УЕФА назвал Казальс лучшим игроком года в Андорре вместе с Бруниньо, который стал лучшим бомбардиром чемпионата Андорры. Казальс — чемпион Андорры 2013/14. За последние три года полностью сыграл все 6 матчей клуба в еврокубках, пропустил 11 голов. 8 июля 2014 года в матче первого квалификационного раунда Лиги чемпионов против армянского «Бананца» (2:3) забил гол на 95-й минуте, который позволил андоррцам впервые в истории пройти в следующий раунд еврокубков.

## Достижения
- Чемпион Андорры (2): 2014/15, 2016/17
- Серебряный призёр чемпионата Андорры (1): 2012/13
- Финалист Кубка Андорры (1): 2015